# Telica
Telica é um município da Nicarágua, situado no departamento de León. Tem 394 km² de área e sua população em 2020 foi estimada em 25.716 habitantes.